# 의학물리학
의학물리학(醫學物理學, 영어: medical physics)은 인간의 건강과 복지를 향상시키려는 구체적인 목표를 가지고 인간 질병의 예방, 진단 및 치료에 물리학의 개념과 방법을 적용하는 것을 다루고 있다. 2008년부터 의학물리학은 국제노동기구의 국제 표준 직업 분류에 따라 보건 전문직으로 포함되었다.
의학물리학은 때로 생의학물리학, 의학생물물리학, 의학에서의 응용물리학, 의학에서의 물리학 응용, 방사선물리학 또는 병원 방사선물리학으로도 지칭될 수 있지만, "의료물리학자"는 특히 전문 교육 및 훈련을 받은 보건 전문가이다. 물리학을 의학에 적용하는 개념과 기술을 갖추고 있으며 의학 물리학의 하나 이상의 하위 분야에서 독립적으로 실습할 수 있는 능력이 있다. 전통적으로 의학물리사는 방사선 종양학(방사선요법 또는 방사선 요법이라고도 함), 진단 및 중재 방사선학(의료 영상이라고도 함), 핵의학, 방사선 보호 등 의료 전문 분야에서 활동한다. 방사선 치료의 의학 물리학에는 선량 측정, 선형 품질 보증 및 근접 치료와 같은 작업이 포함될 수 있다. 진단 및 중재 방사선학의 의학물리학에는 자기공명영상, 초음파, 컴퓨터 단층촬영, 엑스레이와 같은 의료 영상 기술이 포함된다. 핵의학에는 양전자 방출 단층 촬영과 방사성 핵종 치료가 포함된다. 그러나 생리학적 모니터링, 청각학, 신경학, 신경생리학, 심장학 등과 같은 다른 많은 분야에서도 의학 물리학자를 찾을 수 있다.
의학물리학과는 대학, 병원, 실험실과 같은 기관에서 찾을 수 있다. 대학 학과에는 두 가지 유형이 있다. 첫 번째 유형은 주로 학생들이 병원 의학물리사로서의 경력을 준비하는 것과 관련이 있으며 연구는 직업 실무 개선에 중점을 둔다. 두 번째 유형(점차 '생물의학 물리학'으로 불림)은 훨씬 더 넓은 범위를 가지며 생체분자 구조 연구부터 현미경 및 나노의학에 이르기까지 의학에 물리학을 적용하는 연구를 포함할 수 있다.

## 같이 보기
- 의학
- 물리학